# Катцур, Клаус
Клаус Катцур (нем. Klaus Katzur, 26 августа 1943, Потсдам, нацистская Германия — 4 сентября 2016, Риза, Саксония, Германия) — восточногерманский пловец, серебряный призёр летних Олимпийских игр в Мюнхене (1972), двукратный чемпион Европы (1970).

## Спортивная карьера
Начал заниматься плаванием в возрасте 14 лет, но только в 1963 г. он занялся этим видом спорта профессионально. Представлял спортивный клуб ASK Vorwärts (Потсдам). Специализировался на брассе. На летних Олимпийских играх в Токио (1964) на 200-метровке не прошел квалификацию. В 1965 г. впервые становится двукратным чемпионом ГДР: на 200 и 400 м. Впоследствии трижды побеждал на дистанциях 100 м (1967, 1971 и 1972) и 200 м (1967, 1969 и 1972).
В 1966 г. выиграл бронзовую медаль на чемпионате Европы в Утрехте на дистанции 400 м комплексным плаванием. На летней Олимпиаде в Мехико (1968) снова не смог пройти в финал. Спустя два года на чемпионате Европы 1970 года в Барселоне Кацур выиграл соревнования на 200-метровке брассом, а также в эстафете 4×100 м комплексным плаванием.
На своей третьей Олимпиаде — в Мюнхене (1972) не прошел квалификацию на 100-метровке брассом, а на 200-метровке стал восьмым. В комбинированной эстафете 4×100 м выиграл серебряную медаль.

## Дальнейшая карьера
До 1987 г. служил в ВМС ГДР и занимал должность молодежного тренера ASK Vorwärts (Потсдам). В 1987 г. становится руководителем федерации фигурного катания в SC Karl-Marx-Stadt. После воссоединения Германии он работал менеджером бассейна и тренером в Вюрцбурге, а затем продавал оборудование и приспособления для спортивных залов. В 2000 г.стал председателем Ассоциации немецких олимпийцев и персональным членом немецкого НОК. Через два года он столкнулся с обвинениями в сотрудничестве со «Штази».
В течение нескольких лет был женат на пловчихе Петре Тюмер.

## Награды и звания
Орден «За заслуги перед Отечеством» II степени (ГДР) (1972).